# Utero artificiale
Un utero artificiale è un dispositivo ipotetico che permetta la crescita e lo sviluppo di un embrione all'esterno di un organismo di sesso femminile che normalmente dovrebbe portare a termine la gravidanza.

## Struttura
La struttura di una simile macchina è composta da:
- una camera di sviluppo, nella quale l'embrione è radicato ad un tessuto endometrico umano cresciuto artificialmente[1];
- un sistema di alimentazione, connesso alla camera di sviluppo per fornire le sostanze nutritive necessarie alla crescita dell'embrione;
- un sistema di ossigenazione, connesso al sistema di alimentazione, che aspiri l'ossigeno atmosferico e lo includa nel liquido di alimentazione, identica ad una macchina cuore-polmoni;
- un sistema di filtraggio, connesso alla camera di sviluppo, che ripulisca le sostanze di scarto rilasciate dal feto durante la crescita, ed impedisca il proliferare di batteri o virus, identica ad una macchina per emodialisi;
- un'unità di controllo computerizzata, connessa con sensori elettronici alla camera di sviluppo.

Come si può dedurre, tutte queste tecnologie sono attualmente esistenti, tuttavia importanti motivi etici, legati all'aborto ed alla clonazione umana, hanno disincentivato per molti anni la costruzione di un prototipo di utero artificiale per esseri umani. Nel 2002 un gruppo di ricercatori al Centro di Medicina Riproduttiva della Cornell University, sotto la direzione della dottoressa Hung-ching Liu, ha realizzato il primo utero umano artificiale, riuscendo a far crescere un embrione al suo interno per sette giorni. L'esperimento è stato poi volontariamente interrotto dai ricercatori, che tuttavia contano di ripetere il test arrivando fino a due settimane di sviluppo embrionale, cioè fino al limite massimo consentito dalle leggi sulla fecondazione in vitro.

## Nella fantascienza
L'utilizzo di un utero artificiale (con le più varie denominazioni) è stato frequente nelle opere di carattere fantascientifico:
- Nel romanzo distopico di Aldous Huxley Il mondo nuovo (1932) i bambini sono prodotti e fatti sviluppare in apposite fabbriche.
- Nel Ciclo dei Vor della scrittrice Lois McMaster Bujold vengono largamente utilizzati uteri artificiali chiamati replicatori uterini. Tale metodo di crescita è anzi considerato più moderno e sicuro rispetto alla crescita naturale. Gli abitanti dei mondi più tecnologicamente avanzati vedono quasi con disgusto la nascita di tipo naturale.
- L'utero artificiale è presente anche all'interno della saga di Gundam (1979).
- Philip K. Dick parla di uteri artificiali nel romanzo Divina invasione (1981).
- Nel romanzo Jurassic Park e nel film omonimo (1993) i dinosauri sono creati tramite l'utilizzo di vasche che contengono gli animali  fino a che il feto non è sufficientemente sviluppato.
- Nel film Matrix (1999) gli umani vengono "prodotti" artificialmente da macchinari.
- In Star Wars: Episodio II - L'attacco dei cloni (2002) sul pianeta Kamino vengono prodotti artificialmente in un laboratorio centinaia di migliaia di cloni.
- Nel libro La neve se ne frega (2004) di Luciano Ligabue gli esseri umani nascono in apposite bolle fattrici.
- Nel film The Island (2005) un gruppo di cloni è cresciuto in uteri artificiali.
- Nell'anime Ergo Proxy (2006) gli umani vengono prodotti tramite uteri artificiali.
- Nello sceneggiato televisivo Rai A come Andromeda uno dei personaggi viene generato in una sorta di utero artificiale chiamato "sintetizzatore biologico".
- Nella serie Kyle XY due personaggi tra i quali il protagonista omonimo della serie sono cresciuti fino ad un'età approssimativa di 16 anni in uteri artificiali, potenziando significativamente le proprie capacità psicomotorie.